# Сава Попов (свещеник)
Вижте пояснителната страница за други личности с името Сава Попов.
Сава Попсавов Попов е виден български духовник, участник в църковно-националните борби на българите в Македония и Одринско, кооперативен деец.

## Биография
Роден е в 1875 година в одринското село Куруджикьой. Става свещеник. Архиерейски наместник е на българската Одринска епархия. Преследван е от османските власти. В 1910 година свещеник Сава Попов замества Николай Шкутов като архиерейски наместник на българската екзархийска Мелнишка епархия и председател на Мелнишката българска община. По негова инициатива в Мелник започва строеж на нова училищна сграда. След оставката на митрополит Иларион Неврокопски, отец Сава Попов временно управлява българската Неврокопска епархия от 23 септември 1912 до 15 януари 1914 година.
През 20-те години на XX век е кооперативен деятел, един от основателите на Съюза на тютюнопроизводителите в България. По негова инициатива на 3 юли 1921 година в Неврокоп 39 души основават кооперация „Македонски тютюни“, на която той става председател. Влиза в конфликт с Вътрешната македонска революционна организация и се преселва в Свиленград, където е основател и председател на тютюневата кооперация „Тракия“.
- Писмо от управляващия Мелнишката българска митрополия свещеник Сава Попов до йеромонах Климент, архиерейски наместник в Петрич, 22 май 1912 г.

- Писмо от управляващия Мелнишката българска митрополия свещеник Сава Попов до екзарх Йосиф I Български, 12 юни 1912 г.